# مات هارفي (لاعب كريكت)
مات هارفي (7 يونيو 1984 في نيوزيلندا - ) (بالإنجليزية: Matt Harvie)‏ هو لاعب كريكت نيوزلندي.

## وصلات خارجية
- مات هارفي على موقع إي آس بي آن كريك إنفو (الإنجليزية)